# Bataille de Dangpo
 (septembre 2016).
Guerre Imjin
La bataille de Dangpo est une rencontre entre les forces navales japonaise et coréenne durant les invasions japonaises de la Corée de 1592–1598, qui se conclut par une victoire des Coréens.

## Prélude
Au lendemain de la bataille de Sacheon, l'amiral Yi Sun-sin met sa flotte au repos au large de Saryang où elle dispose d'un avantage tactique si les Japonais veulent entreprendre une contre-attaque. L'amiral Yi de nouveau met sa flotte en ordre de bataille le matin du 2 juin, quand il reçoit un rapport selon lequel 21 navires japonais sont amarrés au port de Dangpo.
À Dangpo, Kurushima Michiyuki, le subordonné de Kurushima Michifusa, ordonne à ses troupes de piller et brûler une ville côtière.

## L'attaque
Comme la flotte coréenne approche du port de Dangpo, Yi Sun-shin remarque que le navire amiral de cette flotte japonaise est ancrée parmi les autres navires. Conscient de l'occasion en or, l'amiral Yi mène l'assaut avec son navire amiral (un bateau tortue) visant le navire amiral japonais. La construction robuste de son bateau tortue permet à Yi Sun-shin de traverser facilement la ligne des navires japonais et de positionner son navire juste à côté du navire amiral japonais à l'ancre. La construction légère du navire japonais n'est pas de taille à soutenir une agression de plein flanc et le bâtiment coule en quelques minutes. Du bateau tortue, une grêle de boulets pleut sur les autres navires, en détruisant plusieurs. Les Coréens encerclent les autres navires à l'ancre et commencent à les couler. Le général coréen Kwon Joon tire ensuite une flèche sur Kurushima. Le commandant japonais tombe mort et un capitaine coréen saute à bord et lui coupe la tête.
Pris de panique en voyant la décapitation de leur amiral, les Japonais sont massacrés par les Coréens au milieu de la confusion qui s'est emparée d'eux. L'amiral Yi ordonne le débarquement d'une escouade afin de détruire la base ennemie sur la plage, mais une fois de plus est contraint de rappeler son ordre quand il apprend par des rapports qu'au moins 20 navires se portent sur eux en provenance de Koje-do. Souhaitant donner à sa flotte le plus grand avantage tactique possible, il ordonne à ses navires de sortir de la baie et de faire voile au large. La bataille s'interrompt cependant, car les navires japonais font une retraite précipitée dans l'obscurité descendante en voyant l'intimidante flotte coréenne.

## Suite
Après la bataille, les Coréens cherchent le navire amiral de Kurushima Michifusa et mettent la main sur un bel éventail d'or offert personnellement à Kurushima par Toyotomi Hideyoshi lui-même. Après la bataille de Dangpo, l'amiral Yi navigue et recherche les îles environnantes jusqu'à ce qu'il reçoive un rapport de pêcheurs selon lequel l'autre petite flotte de navires japonais est ancrée à Danghangpo qui sera le site d'une autre bataille.

## Source de la traduction
- (en) Cet article est partiellement ou en totalité issu de l’article de Wikipédia en anglais intitulé « Battle of Dangpo » (voir la liste des auteurs).